# Hypochrysops boisduvali
Hypochrysops boisduvali är en fjärilsart som beskrevs av Charles Oberthür 1894. Hypochrysops boisduvali ingår i släktet Hypochrysops och familjen juvelvingar. Inga underarter finns listade i Catalogue of Life.